# Gasificación
La gasificación es un proceso termoquímico en el que un sustrato carbonoso (carbón, biomasa, plástico) es transformado en un gas combustible mediante una serie de reacciones que ocurren en presencia de un agente gasificante (aire, oxígeno, vapor de agua o hidrógeno).

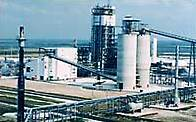
Planta de gasificación de carbón, en Tampa, para obtención de hidrógeno.

La composición del gas es muy dependiente de las condiciones en las que se realiza la gasificación pero suelen ser ricos en monóxido de carbono y/o hidrógeno, con contenidos menores de dióxido de carbono, metano y otros hidrocarburos. El sustrato carbonoso de origen y el agente gasificante son los parámetros que determinan el mayor o menor contenido en energía (poder calorífico) del gas.
Una ventaja de la gasificación es que la combustión directa del gas producto puede ser más eficiente que la del sustrato de alimentación original, debido a que puede quemarse a temperaturas más altas, de modo que el límite superior termodinámico definido por Carnot es más alto. El gas de síntesis también se puede utilizar como fuente de hidrógeno en las pilas de combustible; sin embargo, el gas de síntesis producido por la mayoría de los sistemas de gasificación requiere un procesamiento y reformado adicionales para eliminar los contaminantes y otros gases como el CO y el CO2 para que sea adecuado para su uso de pilas de combustible de baja temperatura, aunque las pilas de combustible de óxido sólido de alta temperatura son capaces de aceptar directamente mezclas de H2, CO, CO2, H2O y CH4.

## Agentes gasificantes
Históricamente la gasificación ha sido llevada a cabo con aire, proceso que produce un gas pobre con poder calorífico muy bajo. Tal es el caso del gasógeno, dispositivo instalado en el vehículo para producir gas a partir de carbón y que fue muy utilizado en España tras la guerra civil española por las dificultades de abastecerse de petróleo en el mercado mundial. El contenido energético del gas producto de la gasificación puede aumentar si se utilizan otros agentes gasificantes en lugar de aire, debido a que se evita la dilución por nitrógeno. En tal caso, el gas producto de la gasificación se denomina gas de síntesis, cuyo poder calorífico puede llegar a triplicarse.
El aprovechamiento energético del gas producto de la gasificación puede realizarse por combustión en calderas o en sistemas de co-combustión indirecta, introduciéndolo en una turbina de gas, un motor de combustión interna o en una pila de combustible.

## Reacciones químicas
En un gasificador, el material carbonoso se somete a varios procesos diferentes:
1. La deshidratación o proceso de secado se produce a unos 100 °C. Normalmente, el vapor resultante se mezcla con el flujo de gas y puede estar involucrado en reacciones químicas posteriores, en particular la reacción de desplazamiento del gas de agua si la temperatura es suficientemente alta.
2. El proceso de pirólisis (o volatilización) se produce entre 200 y 300 °C. Los volátiles se liberan y se produce  char, lo que resulta en una pérdida de peso de hasta un 70% para el carbón. El proceso depende de las propiedades del material carbonoso y determina la estructura y composición del carbón, que luego se someterá a reacciones de gasificación.
3. El proceso de combustión (u oxidación) ocurre cuando los productos volátiles y parte del carbón reaccionan con el oxígeno para formar principalmente dióxido de carbono y pequeñas cantidades de monóxido de carbono, que proporciona calor para las reacciones de gasificación subsiguientes. Dejando que  'C'  represente un compuesto orgánico que contiene carbono, la reacción básica aquí es {\displaystyle {\rm {C}}+{\rm {O}}_{2}\rightarrow {\rm {CO}}_{2}}
4. El proceso de gasificación ocurre cuando el char reacciona con vapor y dióxido de carbono para producir monóxido de carbono e hidrógeno, a través de las reacciones {\displaystyle {\rm {C}}+{\rm {H}}_{2}{\rm {O}}\rightarrow {\rm {H}}_{2}+{\rm {CO}}} and  {\displaystyle {\rm {C}}+{\rm {CO}}_{2}\rightarrow 2{\rm {CO}}}
5. Además, la reacción de desplazamiento del gas de agua reversible en fase gaseosa alcanza el equilibrio muy rápidamente a las temperaturas de un gasificador. Esto equilibra las concentraciones de monóxido de carbono, vapor, dióxido de carbono e hidrógeno. {\displaystyle {\rm {CO}}+{\rm {H}}_{2}{\rm {O}}\leftrightarrow {\rm {CO}}_{2}+{\rm {H}}_{2}}

En resumen, se introduce una cantidad limitada de oxígeno o aire en el reactor para permitir que parte del material orgánico se oxide para producir dióxido de carbono y energía, lo que impulsa una segunda reacción que convierte más material orgánico en hidrógeno y dióxido de carbono adicional. Otras reacciones ocurren cuando el monóxido de carbono formado y el agua residual del material orgánico reaccionan para formar metano y un exceso de dióxido de carbono ({\displaystyle 4{\rm {CO}}+2{\rm {H}}_{2}{\rm {O}}\rightarrow {\rm {CH}}_{4}+3{\rm {CO}}_{2}}). Esta tercera reacción ocurre más abundantemente en reactores que aumentan el tiempo de residencia de los gases reactivos y materiales orgánicos, así como el calor y la presión. Se utilizan catalizadores en reactores más sofisticados para mejorar las velocidades de reacción, situando así el sistema más cerca del equilibrio de reacción durante un tiempo de residencia fijo.